# Polyglypta
Polyglypta ist eine Gattung der Buckelzirpen, von der nur drei Arten bekannt sind, die in der Neotropis und Nearktis vorkommen.

## Merkmale
Die Buckelzirpen dieser Gattung sind schlank und langgestreckt. Das Pronotum hat eine nach vorne gerichtete Spitze die den Kopf überragt, und eine weitere, die nach hinten gerichtet ist. Die Länge der Tiere beträgt 10 bis 17 mm. Die Färbung ist oft braun oder schwarz, meistens mit hellen länglichen Flecken, die Männchen sind oft dunkler als die Weibchen. Das Pronotum hat deutliche Längs-Leisten und ist gepunktet. Der Kopf ist in etwa dreieckig und mit Runzeln besetzt.

## Arten und Verbreitung
(nach )
- Polyglypta costata Burmeister, 1835 (Synonym: P. dispar):  Brasilien, Kolumbien, Peru, Venezuela, Costa Rica, Ecuador, Guatemala, Honduras, Panama, Mexiko, USA (Texas und Georgia[3][4]), von dieser Art sind zwei Unterarten beschrieben (P. c. major und P. c. nigridorsis)
- Polyglypta dorsalis Burmeister, 1836: Brasilien, Belize, Kolumbien, Ecuador, Guatemala, Honduras
- Polyglypta. lineata Burmeister, 1836: Belize, Guatemala, Honduras, Mexiko, Panama

## Biologie
Diese Zikaden bilden Gruppen von Larven, adulten Tieren oder beides. Bei P. costata legen die Weibchen Eipakete von 20 bis 110 Eiern in das Pflanzengewebe. Die Weibchen schützen ihre Eier und Larven, aber manchmal verlassen sie auch ihre Eipakete. Manchmal werden auch unbeaufsichtigte Eipakete von anderen Weibchen adoptiert. Manche Weibchen legen ihre Eier zu den Gelegen anderer Weibchen, die ihre Eier bewachen. Es kann sein, dass es sich dabei auch um eine Form der Kooperation der Weibchen handelt.
Die Polyglypta-Zirpen leben auf verschiedenen Pflanzen, vor allem auf Pflanzen der Familien Asteraceae und Solanaceae deren Phloem sie saugen.